# Omul-amfibie
Omul amfibie (1927) (rusă Человек-амфибия) (mai nou scris și Omul-amfibie) este considerat cel mai bun roman al lui Aleksandr Beleaev, scriitor sovietic (rus) de literatură științifico-fantastică.  Omul amfibie a fost scris în 1927 și publicat inițial în 1928 în revista rusă Vokrug sveta.

## Povestea
Cartea spune povestea unui tânăr, numit omul peste, căruia în timpul copilăriei i-a fost transplantat un set de branhii de rechin care i-au salvat viața. Operațiunea a fost efectuată de către tatăl său, doctorul Salvator, om de știință și chirurg. Experimentul a fost un succes, dar a limitat capacitatea tânărului de a interacționa cu lumea din afara oceanului care a devenit casa sa. Similar cu alte lucrări scrise de Beleaev, cartea investighează posibilitățile de supraviețuire fizică în condiții extreme, precum și integritatea morală a experimentelor științifice. Cartea prezintă și unele idei socialiste de îmbunătățire a condițiilor de viață pentru populația săracă a lumii. Acțiunea romanului are loc în Buenos Aires, Argentina.

## Traduceri în română
- 1962 - Opere alese I: Omul amfibie, Editura Tineretului, colecția Cutezătorii

## Legături externe
- en  Istoria publicării lucrării Omul-amfibie la Internet Speculative Fiction Database